# Marian Dymalski
Marian Dymalski (ur. 20 marca 1954 w Kamiennej Górze) – polski działacz sportowy, członek Prezydium Polskiego Komitetu Olimpijskiego, wiceprezydent FISU, wiceprezes Akademickiego Związku Sportowego, były członek rady nadzorczej Śląsk Wrocław i przewodniczący Rady ds. Sportu przy Prezydencie Wrocławia.

## Życiorys

### Kariera
Jest absolwentem Uniwersytetu Wrocławskiego na Wydziale Prawa i Administracji. Ukończył też Collegium Humanum w Warszawie.
W latach 1977 – 1979 był sekretarzem Regionalnego Klubu Olimpijskiego.
Od roku 1979 sprawował funkcję sekretarza Klubu Środowiskowego AZS Wrocław, a w styczniu 2011 roku został prezesem Klubu Sportowego AZS Wrocław.
W latach 1993 – 2003 był wiceprezesem Akademickiego Związku Sportowego w Polsce ds. Międzynarodowych. Funkcję tę pełni ponownie od czerwca 2016 roku.
W latach 1992 – 1995 był członkiem Rady ds. Młodzieży przy Prezydencie RP.
Od roku 2003 jest członkiem Komitetu Wykonawczego Światowej Federacji Sportu Akademickiego, a od 2015 roku wiceprezydentem tej Federacji.
W latach 2015 – 2018 był Przewodniczącym Rady ds. Sportu przy Prezydencie Wrocławia.

### Życie prywatne
Ma dwóch synów Marcina (ur. 1979) i Konrada (ur. 1985).

## Odznaczenia, wyróżnienia, nagrody
W roku 1998 został uznany najlepszym Działaczem Sportowym w Polsce, a w 2000 roku najlepszym Managerem Sportu.
- Krzyż Kawalerski Orderu Odrodzenia Polski (2019)[5]
- Złoty (1999)[6] oraz Srebrny (1996) Krzyż Zasługi[7]
- Złota i srebrna odznaka „Zasłużony Działacz Kultury Fizycznej”
- Złoty medal za zasługi dla Polskiego Ruchu Olimpijskiego
- Honorowy obywatel Gwangju
- Złota Mangusta 2019 za zasługi dla rozwoju sportu na Ukrainie[8]
- Srebrny Order Olimpijski (2021)[9]